# 2012–2013-as UEFA-bajnokok ligája
A 2012–2013-as UEFA-bajnokok ligája az európai labdarúgó-klubcsapatok legrangosabb tornájának 21., jogelődjeivel együttvéve 58. kiírásra. A döntőt a londoni Wembley Stadionban rendezték. A kupát a Bayern München nyerte.

## A besorolás rendszere
A 2012–2013-as UEFA-bajnokok ligájában az Európai Labdarúgó-szövetség (UEFA) 52 tagországának 76 csapata vett részt (Liechtenstein nem rendezett bajnokságot).Az országonként indítható csapatok számát, illetve a csapatok selejtezőköri besorolását az UEFA ország-együtthatója alapján végezték.
A 2011–2012-es kiírás győztesének a csoportkörben biztosítottak helyet.
A 2012–2013-as UEFA-bajnokok ligájában országonként indítható csapatok száma
- az 1–3. helyen rangsorolt országok négy csapatot,
- a 4–6. helyen rangsorolt országok három csapatot,
- a 7–15. helyen rangsorolt országok két csapatot,
- a 16–53. helyen rangsorolt országok (kivéve Liechtenstein) egy csapatot indíthattak.
- A 2011–2012-es BL győztesének a csoportkörben biztosítottak helyet. A BL győztese (Chelsea) az angol bajnokságban nem ért el BL indulást érő helyezést. Azonban egy országból legfeljebb négy csapat vehetett részt, ezért az angol bajnoki negyedik Tottenham Hotspur a BL helyett az Európa-ligában indulhatott.

### Rangsor
A 2012–2013-as UEFA-bajnokok ligája kiosztott helyeihez a 2011-es ország-együtthatót vették alapul, amely az országok csapatainak teljesítményét vette figyelembe a 2006–07-es szezontól a 2010–11-esig.
| Hely. | Szövetség     | Koeff. | Cs |
| ----- | ------------- | ------ | -- |
| 1.    | Anglia        | 85,785 | 4  |
| 2.    | Spanyolország | 82,329 | 4  |
| 3.    | Németország   | 69,436 | 4  |
| 4.    | Olaszország   | 60,552 | 3  |
| 5.    | Franciaország | 53,678 | 3  |
| 6.    | Portugália    | 51,596 | 3  |
| 7.    | Oroszország   | 44,707 | 2  |
| 8.    | Ukrajna       | 43,883 | 2  |
| 9.    | Hollandia     | 40,129 | 2  |
| 10.   | Törökország   | 35,050 | 2  |
| 11.   | Görögország   | 34,166 | 2  |
| 12.   | Dánia         | 30,550 | 2  |
| 13.   | Belgium       | 27,000 | 2  |
| 14.   | Románia       | 25,824 | 2  |
| 15.   | Skócia        | 25,141 | 2  |
| 16.   | Svájc         | 24,900 | 1  |
| 17.   | Izrael        | 22,000 | 1  |
| 18.   | Csehország    | 20,850 | 1  |

| Hely. | Szövetség           | Koeff. | Cs |
| ----- | ------------------- | ------ | -- |
| 19.   | Ausztria            | 20,700 | 1  |
| 20.   | Ciprus              | 18,124 | 1  |
| 21.   | Bulgária            | 17,875 | 1  |
| 22.   | Horvátország        | 16,124 | 1  |
| 23.   | Fehéroroszország    | 16,083 | 1  |
| 24.   | Lengyelország       | 15,916 | 1  |
| 25.   | Szlovákia           | 14,499 | 1  |
| 26.   | Norvég              | 14,375 | 1  |
| 27.   | Szerbia             | 14,250 | 1  |
| 28.   | Svédország          | 14,125 | 1  |
| 29.   | Bosznia-Hercegovina | 9,124  | 1  |
| 30.   | Finnország          | 8,966  | 1  |
| 31.   | Írország            | 8,708  | 1  |
| 32.   | Magyarország        | 8,500  | 1  |
| 33.   | Moldova             | 7,749  | 1  |
| 34.   | Litvánia            | 7,708  | 1  |
| 35.   | Lettország          | 7,415  | 1  |
| 36.   | Grúzia              | 6,957  | 1  |

| Hely. | Szövetség      | Koeff. | Cs |
| ----- | -------------- | ------ | -- |
| 37.   | Azerbajdzsán   | 6,165  | 1  |
| 38.   | Szlovénia      | 6,124  | 1  |
| 39.   | Macedónia      | 5,207  | 1  |
| 40.   | Izland         | 4,957  | 1  |
| 41.   | Kazahsztán     | 4,374  | 1  |
| 42.   | Liechtenstein  | 4,000  | 0  |
| 43.   | Montenegró     | 3,875  | 1  |
| 44.   | Albánia        | 3,874  | 1  |
| 45.   | Észtország     | 3,791  | 1  |
| 46.   | Wales          | 2,790  | 1  |
| 47.   | Örményország   | 2,583  | 1  |
| 48.   | Málta          | 2,416  | 1  |
| 49.   | Észak-Írország | 2,249  | 1  |
| 50.   | Feröer         | 1,416  | 1  |
| 51.   | Luxemburg      | 1,374  | 1  |
| 52.   | Andorra        | 1,000  | 1  |
| 53.   | San Marino     | 0,916  | 1  |

### Lebonyolítás
|                                      |                                      | A szakaszban bekapcsolódó csapatok | Az előző forduló továbbjutói                                                      |
| ------------------------------------ | ------------------------------------ | --- | --------------------------------------------------------------------------------- |
| 1. selejtezőkör (6 csapat)           | 1. selejtezőkör (6 csapat)           | - 6 bajnok a 48–53. helyen rangsorolt bajnokságokból |                                                                                   |
| 2. selejtezőkör (34 csapat)          | 2. selejtezőkör (34 csapat)          | - 31 bajnok a 16–47. helyen rangsorolt bajnokságokból (kivéve Liechtenstein) | - 3 győztes az 1. selejtezőkörből                                                 |
| 3. selejtezőkör                      | Bajnoki ág (20 csapat)               | - 3 bajnok a 13–15. helyen rangsorolt bajnokságokból | - 17 győztes az 1. selejtezőkörből                                                |
| 3. selejtezőkör                      | Nem bajnoki ág (8 csapat)            | - 8 második a 8–15. helyen rangsorolt bajnokságokból |                                                                                   |
| Rájátszás                            | Bajnoki ág (10 csapat)               | | - 10 győztes a 3. selejtezőkör bajnoki ágáról                                     |
| Rájátszás                            | Nem bajnoki ág (10 csapat)           | - 1 második a 7. helyen rangsorolt bajnokságból - 3 harmadik a 4–6. helyen rangsorolt bajnokságokból - 2 negyedik az 1–3. helyen rangsorolt bajnokságokból                                    | - 4 győztes a 3. selejtezőkör nem bajnoki ágáról                                  |
| Csoportkör (32 csapat)               | Csoportkör (32 csapat)               | - A 2011–2012-es BL győztese - 12 bajnok az 1–12. helyen rangsorolt bajnokságokból - 6 második az 1–6. helyen rangsorolt bajnokságokból - 3 harmadik az 1–3. helyen rangsorolt bajnokságokból | - 5 győztes a rájátszás bajnoki ágáról - 5 győztes a rájátszás nem bajnoki ágáról |
| Egyenes kieséses szakasz (16 csapat) | Egyenes kieséses szakasz (16 csapat) | | - 8 csoportgyőztes - 8 csoportmásodik                                             |

### Csapatok
A 2012–2013-as UEFA-bajnokok ligájában az alábbi 76 csapat vett részt. A táblázatban az adott szakaszban csatlakozó csapatok nevei találhatóak. Zárójelben a csapat bajnokságban elért helyezése olvasható.
| Csoportkör                    | Csoportkör                | Csoportkör               | Csoportkör               |
| ----------------------------- | ------------------------- | ------------------------ | ------------------------ |
| Chelsea (CV)                  | Valencia CF (3.)          | Montpellier Hérault (1.) | Ajax (1.)                |
| Manchester City (1.)          | Borussia Dortmund (1.)    | Paris Saint-Germain (2.) | Galatasaray SK (1.)      |
| Manchester United (2.)        | Bayern München (2.)       | FC Porto (1.)            | Olimbiakósz (1.)         |
| Arsenal (3.)                  | Schalke 04 (3.)           | Benfica (2.)             | Nordsjælland (1.)        |
| Real Madrid (1.)              | Juventus (1.)             | Zenyit (1.)              |                          |
| FC Barcelona (2.)             | AC Milan (2.)             | Sahtar Doneck (1.)       |                          |
| Rájátszás                     |                           |                          |                          |
| Bajnoki ág                    | Nem bajnoki ág            | Nem bajnoki ág           | Nem bajnoki ág           |
|                               | Málaga CF (4.)            | Udinese Calcio (3.)      | SC Braga (3.)            |
| Borussia Mönchengladbach (4.) | Lille OSC (3.)            | Szpartak Moszkva (2.)    |                          |
| 3. selejtezőkör               |                           |                          |                          |
| Bajnoki ág                    | Nem bajnoki ág            | Nem bajnoki ág           | Nem bajnoki ág           |
| Anderlecht (1.)               | Dinamo Kijiv (2.)         | Panathinaikósz (2.)      | FC Vaslui (2.)           |
| CFR Cluj (1.)                 | Feyenoord (2.)            | FC København (2.)        | Motherwell FC (3.)SCO    |
| Celtic (1.)                   | Fenerbahçe (2.)           | Club Brugge (2.)         |                          |
| 2. selejtezőkör               |                           |                          |                          |
| FC Basel (1.)                 | Śląsk Wrocław (1.)        | DVSC-TEVA (1.)           | KR (1.)                  |
| Íróní Kirjat Smóná (1.)       | MŠK Žilina (1.)           | Sheriff Tiraspol (1.)    | Sahter Karagandi (1.)    |
| Slovan Liberec (1.)           | Molde FK (1.)             | Ekranas (1.)             | Budućnost Podgorica (1.) |
| Red Bull Salzburg (1.)        | Partizan (1.)             | FK Ventspils (1.)        | Skënderbeu Korçë (1.)    |
| AÉ Lemeszú (1.)               | Helsingborgs IF (1.)      | SZK Zesztaponi (1.)      | Flora (1.)               |
| Ludogorec Razgrad (1.)        | Željezničar Sarajevo (1.) | Neftçi (1.)              | The New Saints (1.)      |
| Dinamo Zagreb (1.)            | HJK (1.)                  | Maribor (1.)             | Ulisz (1.)               |
| BATE Bariszav (1.)            | Shamrock Rovers (1.)      | FK Vardar (1.)           |                          |
| 1. selejtezőkör               |                           |                          |                          |
| Valletta FC (1.)              | B36 Tórshavn (1.)         | Lusitanos (1.)           |                          |
| Linfield FC (1.)              | F91 Dudelange (1.)        | Tre Penne (1.)           |                          |

- Skócia (SCO): A második helyezett Rangers nem kapott UEFA-licencet, ezért a harmadik helyezett csapat indulhat.[forrás?]

## Fordulók és időpontok
| Szakasz        | Forduló        | Sorsolás dátuma              | 1. mérkőzés                              | 2. mérkőzés                              |
| -------------- | -------------- | ---------------------------- | ---------------------------------------- | ---------------------------------------- |
| Selejtezők     | 1. forduló     | 2012. június 25.             | 2012. július 3–4.                        | 2012. július 10–11.                      |
| Selejtezők     | 2. forduló     | 2012. június 25.             | 2012. július 17–18.                      | 2012. július 24–25.                      |
| Selejtezők     | 3. forduló     | 2012. július 20.             | 2012. július 31–augusztus 1.             | 2012. augusztus 7–8.                     |
| Selejtezők     | Rájátszás      | 2012. augusztus 10.          | 2012. augusztus 21–22.                   | 2012. augusztus 28–29.                   |
| Csoportkör     | 1. mérkőzésnap | 2012. augusztus 30. (Monaco) | 2012. szeptember 18–19.                  | 2012. szeptember 18–19.                  |
| Csoportkör     | 2. mérkőzésnap | 2012. augusztus 30. (Monaco) | 2012. október 2–3.                       | 2012. október 2–3.                       |
| Csoportkör     | 3. mérkőzésnap | 2012. augusztus 30. (Monaco) | 2012. október 23–24.                     | 2012. október 23–24.                     |
| Csoportkör     | 4. mérkőzésnap | 2012. augusztus 30. (Monaco) | 2012. november 6–7.                      | 2012. november 6–7.                      |
| Csoportkör     | 5. mérkőzésnap | 2012. augusztus 30. (Monaco) | 2012. november 20–21.                    | 2012. november 20–21.                    |
| Csoportkör     | 6. mérkőzésnap | 2012. augusztus 30. (Monaco) | 2012. december 4–5.                      | 2012. december 4–5.                      |
| Egyenes kiesés | Nyolcaddöntők  | 2012. december 20.           | 2013. február 12–13., 19–20.             | 2013. március 5–6., 12–13.               |
| Egyenes kiesés | Negyeddöntők   | 2013. március 15.            | 2013. április 2–3.                       | 2013. április 9–10.                      |
| Egyenes kiesés | Elődöntők      | 2013. április 12.            | 2013. április 23–24.                     | 2013. április 30–május 1.                |
| Egyenes kiesés | Döntő          | 2013. április 12.            | 2013. május 25., Wembley Stadion, London | 2013. május 25., Wembley Stadion, London |

## Pénzdíjazás
Az Európai Labdarúgó-szövetség a 2012–2013-as UEFA-bajnokok ligája csoportkörébe jutott 32 csapata között összesen 910,3 millió eurót osztott szét a csoportkör mérkőzéseinek eredménye, valamint az egyes szakaszokba való továbbjutásuk alapján. A végösszeg 409,6 millió eurós marketing és nemzeti szempontok alapján szétoszott pénzdíjat is tartalmazott.
| Feltétel                      | Pénzdíj (millió euró) |
| ----------------------------- | --------------------- |
| Csoportkörbe jutás (rajtpénz) | 8,6                   |
| Egy győzelem a csoportkörben  | 1,0                   |
| Egy döntetlen a csoportkörben | 0,5                   |
| Nyolcaddöntőbe jutás          | 3,5                   |
| Negyeddöntőbe jutás           | 3,9                   |
| Elődöntőbe jutás              | 4,9                   |
| Döntő vesztese                | 6,5                   |
| Döntő győztese                | 10,5                  |

## Selejtezők
A selejtezőben a csapatokat kiemeltekre és nem kiemeltekre osztották a 2012-es UEFA klub-együtthatója alapján. Azonos országból érkező csapatok nem játszhattak egymással. A kialakult párosításokban a csapatok oda-visszavágós mérkőzést játszottak egymással.

### 1. selejtezőkör
Az 1. selejtezőkörben 6 csapat vett részt. A párosítások győztesei a 2. selejtezőkörbe jutottak.
| Kiemelt csapatok: - Linfield FC (2,766) - F91 Dudelange (2,716) - Valletta FC (2,616) | Nem kiemelt csapatok: - Tre Penne (0,933) - Lusitanos (0,700) - B36 Tórshavn (0,533) |

Párosítások
Az 1. selejtezőkör sorsolását 2012. június 25-én tartották. Az első mérkőzéseket július 3-án a második mérkőzéseket július 10-én játszották.
| 1. csapat     | Össz.Tooltip Aggregate score | 2. csapat    | 1. mérk. | 2. mérk.   |
| ------------- | ---------------------------- | ------------ | -------- | ---------- |
| F91 Dudelange | 11–0                         | Tre Penne    | 7–0      | 4–0        |
| Valletta FC   | 9–0                          | Lusitanos    | 8–0      | 1–0        |
| Linfield      | 0–0 (t. 4–3)                 | B36 Tórshavn | 0–0      | 0–0 (h.u.) |

### 2. selejtezőkör
A 2. selejtezőkörben 34 csapat vett részt. A párosítások győztesei a 3. selejtezőkörbe jutottak.
- T: Az 1. selejtezőkörből továbbjutott csapat, a sorsoláskor nem volt ismert.
- A dőlt betűvel írt csapatok az 1. selejtezőkörben egy magasabb együtthatóval rendelkező csapat ellen győztek, és az ellenfél együtthatóját vették figyelembe.

| Kiemelt csapatok: - FC Basel (53,360) - BATE Bariszav (29,641) - Red Bull Salzburg (29,265) - Dinamo Zagreb (24,774) - MŠK Žilina (14,974) - Partizan (14,350) - Helsingborgs IF (12,680) - Sheriff Tiraspol (9,849) - DVSC-TEVA (7,950) - Maribor (6,424) - FK Ventspils (5,674) - Slovan Liberec (5,570) - Śląsk Wrocław (5,483) - HJK (5,326) - AÉ Lemeszú (5,099) - Ekranas (4,875) - SZK Zesztaponi (4,733) | Nem kiemelt csapatok: - Shamrock Rovers (4,475) - Íróní Kirjat Smóná (4,400) - Molde FK (3,935) - Željezničar Sarajevo (3,683) - KR (3,566) - Ludogorec Razgrad (2,850) - The New Saints (2,799) - Linfield FC (2,766) - F91 Dudelange (2,716) - Valletta FC (2,616) - Budućnost Podgorica (2,375) - Flora (2,283) - Neftçi (2,241) - Sahter Karagandi (1,816) - Skënderbeu Korçë (1,783) - Vardar Szkopje (1,133) - Ulisz (0,941) |

Párosítások
A 2. selejtezőkör sorsolását 2012. június 25-én tartották, az 1. selejtezőkör sorsolása után. Az első mérkőzéseket július 17-én és 18-án, a második mérkőzéseket július 24-én és 25-én játszották.
| 1. csapat           | Össz.Tooltip Aggregate score | 2. csapat            | 1. mérk. | 2. mérk.   |
| ------------------- | ---------------------------- | -------------------- | -------- | ---------- |
| Skënderbeu Korçë    | 1–3                          | DVSC-TEVA            | 1–0      | 0–3        |
| NK Maribor          | 6–2                          | Željezničar Sarajevo | 4–1      | 2–1        |
| MŠK Žilina          | 1–2                          | Íróní Kirjat Smóná   | 1–0      | 0–2        |
| BATE Bariszav       | 3–2                          | Vardar Szkopje       | 3–2      | 0–0        |
| AÉ Lemeszú          | 3–0                          | Linfield FC          | 3–0      | 0–0        |
| Shamrock Rovers     | 1–2                          | Ekranas              | 0–0      | 1–2        |
| Flora               | 0–5                          | FC Basel             | 0–2      | 0–3        |
| The New Saints      | 0–3                          | Helsingborgs IF      | 0–0      | 0–3        |
| HJK                 | 9–1                          | KR                   | 7–0      | 2–1        |
| Molde FK            | 4–1                          | FK Ventspils         | 3–0      | 1–1        |
| F91 Dudelange       | 4–4 (i.g.)                   | Red Bull Salzburg    | 1–0      | 3–4        |
| Slovan Liberec      | 2–1                          | Sahter Karagandi     | 1–0      | 1–1 (h.u.) |
| Ludogorec Razgrad   | 3–4                          | Dinamo Zagreb        | 1–1      | 2–3        |
| Neftçi              | 5–2                          | SZK Zesztaponi       | 3–0      | 2–2        |
| Ulisz               | 0–2                          | Sheriff Tiraspol     | 0–1      | 0–1        |
| Valletta FC         | 2–7                          | Partizan             | 1–4      | 1–3        |
| Budućnost Podgorica | 1–2                          | Śląsk Wrocław        | 0–2      | 1–0        |

### 3. selejtezőkör
A 3. selejtezőkör két ágból állt. A bajnoki ágon 20 csapat, a nem bajnoki ágon 10 csapat vett részt. A párosítások győztesei a rájátszásba jutottak. A bajnoki ág vesztes csapatai az Európa-liga rájátszásába, a nem bajnoki ág vesztes csapatai az Európa-liga rájátszásába kerültek.
- T: A 2. selejtezőkörből továbbjutott csapat, a sorsoláskor nem volt ismert.
- A dőlt betűvel írt csapatok a 2. selejtezőkörben egy magasabb együtthatóval rendelkező csapat ellen győztek, és az ellenfél együtthatóját vették figyelembe.

Bajnoki ág
| Kiemelt csapatok: - FC Basel (53,360) (T) - Anderlecht (48,480) - Celtic (32,728) - BATE Bariszav (29,641) (T) - F91 Dudelange (29,265) (T) - Dinamo Zagreb (24,774) (T) - CFR Cluj (18,764) - Íróní Kirjat Smóná (14,974) (T) - Partizan (14,350) (T) - Helsingborgs IF (12,680) (T) | Nem kiemelt csapatok: - Sheriff Tiraspol (9,849) (T) - DVSC-TEVA (7,950) (T) - NK Maribor (6,424) (T) - Molde FK (5,674) (T) - Slovan Liberec (5,570) (T) - Śląsk Wrocław (5,483) (T) - HJK (5,326) (T) - AÉ Lemeszú (5,099) (T) - Ekranas (4,875) (T) - Neftçi (4,733) (T) |

Nem bajnoki ág
| Kiemelt csapatok: - Dinamo Kijiv (62,026) - Panathinaikósz (50,920) - FC København (46,505) - Fenerbahçe (41,615) | Nem kiemelt csapatok: - Club Brugge (35,480) - FC Vaslui (13,764) - Feyenoord (12,603) - Motherwell FC (6,728) |

Párosítások
A 3. selejtezőkör sorsolását 2012. július 20-án tartották. Az első mérkőzéseket július 31-én és augusztus 1-jén, a második mérkőzéseket augusztus 7-én és 8-án játszották.
| 1. csapat          | Össz.Tooltip Aggregate score | 2. csapat       | 1. mérk. | 2. mérk. |
| ------------------ | ---------------------------- | --------------- | -------- | -------- |
| Bajnoki ág         |                              |                 |          |          |
| NK Maribor         | 5–1                          | F91 Dudelange   | 4–1      | 1–0      |
| BATE Bariszav      | 3–1                          | Debreceni VSC   | 1–1      | 2–0      |
| CFR Cluj           | 3–1                          | Slovan Liberec  | 1–0      | 2–1      |
| Anderlecht         | 11–0                         | Ekranas         | 5–0      | 6–0      |
| Śląsk Wrocław      | 1–6                          | Helsingborgs IF | 0–3      | 1–3      |
| Sheriff Tiraspol   | 0–5                          | Dinamo Zagreb   | 0–1      | 0–4      |
| Celtic             | 4–1                          | HJK             | 2–1      | 2–0      |
| Molde FK           | 1–2                          | FC Basel        | 0–1      | 1–1      |
| Íróní Kirjat Smóná | 6–2                          | Neftçi          | 4–0      | 2–2      |
| AÉ Lemeszú         | 2–0                          | Partizan        | 1–0      | 1–0      |
| Nem bajnoki ág     |                              |                 |          |          |
| Fenerbahçe         | 5–2                          | FC Vaslui       | 1–1      | 4–1      |
| Motherwell FC      | 0–5                          | Panathinaikósz  | 0–2      | 0–3      |
| FC København       | 3–2                          | Club Brugge     | 0–0      | 3–2      |
| Dinamo Kijiv       | 3–1                          | Feyenoord       | 2–1      | 1–0      |

## Rájátszás
A rájátszás két ágból állt. A bajnoki ágon és a nem bajnoki ágon is egyaránt 10 csapat vett részt. A párosítások győztesei a csoportkörbe jutottak. A vesztes csapatok az Európa-liga csoportkörébe kerültek.
Bajnoki ág
| Kiemelt csapatok: - FC Basel (53,360) - Anderlecht (48,480) - Celtic (32,728) - BATE Bariszav (29,641) - Dinamo Zagreb (24,774) | Nem kiemelt csapatok: - CFR Cluj (18,764) - Íróní Kirjat Smóná (14,974) - Helsingborgs IF (12,680) - AÉ Lemeszú (5,099) - NK Maribor (6,424) |

Nem bajnoki ág
| Kiemelt csapatok: - SC Braga (63,069) - Dinamo Kijiv (62,026) - Panathinaikósz (50,920) - FC København (46,505) - Szpartak Moszkva (46,066) | Nem kiemelt csapatok: - Fenerbahçe (41,615) - Udinese Calcio (38,996) - Lille OSC (38,835) - Málaga CF (16,837) - Borussia Mönchengladbach (15,037) |

A rájátszás sorsolását 2012. augusztus 10-én tartották. Az első mérkőzéseket augusztus 21-én és 22-én, a második mérkőzéseket augusztus 28-án és 29-én játszották.
| 1. csapat                | Össz.Tooltip Aggregate score | 2. csapat          | 1. mérk. | 2. mérk.   |
| ------------------------ | ---------------------------- | ------------------ | -------- | ---------- |
| Bajnoki ág               |                              |                    |          |            |
| FC Basel                 | 1–3                          | CFR Cluj           | 1–2      | 0–1        |
| Helsingborgs IF          | 0–4                          | Celtic             | 0–2      | 0–2        |
| BATE Bariszav            | 3–1                          | Íróní Kirjat Smóná | 2–0      | 1–1        |
| AÉ Lemeszú               | 2–3                          | Anderlecht         | 2–1      | 0–2        |
| Dinamo Zagreb            | 3–1                          | NK Maribor         | 2–1      | 1–0        |
| Nem bajnoki ág           |                              |                    |          |            |
| SC Braga                 | 2–2 (t. 5–4)                 | Udinese Calcio     | 1–1      | 1–1 (h.u.) |
| Szpartak Moszkva         | 3–2                          | Fenerbahçe         | 2–1      | 1–1        |
| Málaga CF                | 2–0                          | Panathinaikósz     | 2–0      | 0–0        |
| Borussia Mönchengladbach | 3–4                          | Dinamo Kijiv       | 1–3      | 2–1        |
| FC København             | 1–21                         | Lille OSC          | 1–0      | 0–2 (h.u.) |

Jegyzet
- 1. A pályaválasztói jogot az eredeti sorsoláshoz képest felcserélték.

## Csoportkör
A csoportkörben az alábbi 32 csapat vett részt:
- 22 csapat ebben a körben lépett be
- 10 győztes csapat a UEFA-bajnokok ligája rájátszásából (5 a bajnoki ágról, 5 a nem bajnoki ágról)

A sorsolás előtt a csapatokat négy kalapba sorolták be a 2012-es klub-együtthatóik sorrendjében.
A csoportkör sorsolását 2012. augusztus 30-án tartották Monacóban. Nyolc darab, egyaránt négycsapatos csoportot alakítottak ki. Azonos országból érkező csapatok nem kerülhettek azonos csoportba.
A csoportokban a csapatok körmérkőzéses, oda-visszavágós rendszerben mérkőztek meg egymással. A játéknapok: szeptember 18–19., október 2–3., október 23–24., november 6–7., november 20–21., december 4–5.
A csoportok első két helyezettje az egyenes kieséses szakaszba jutott, a harmadik helyezettek a 2012–2013-as Európa-liga egyenes kieséses szakaszában folytatták, míg az utolsó helyezettek kiestek.
| 1. kalap - Chelsea (CV) (135,882) - FC Barcelona (157,837) - Manchester United (141,882) - Bayern München (133,037) - Real Madrid (121,837) - Arsenal (113,882) - FC Porto (98,069) - AC Milan (89,996) 2. kalap - Valencia CF (89,837) - Benfica (87,069) - Sahtar Doneck (84,026) - Zenyit (79,066) - Schalke 04 (78,037) - Manchester City (63,882) - SC Braga (63,069) - Dinamo Kijiv (62,026) | 3. kalap - Olimbiakósz (61,420) - Ajax (58,103) - Anderlecht (48,480) - Juventus (46,996) - Szpartak Moszkva (46,066) - Paris Saint-Germain (45,835) - Lille OSC (38,835) - Galatasaray (38,615) 4. kalap - Celtic (32,728) - Borussia Dortmund (31,037) - BATE Bariszav (29,641) - Dinamo Zagreb (24,774) - CFR Cluj (18,764) - Málaga CF (16,837) - Montpellier Hérault (11,835) - Nordsjælland (8,005) |

### A csoport
| Hely. | Csapat              | M | Gy | D | V | G+ | G– | Gk  | P  | Továbbjutás                                |  | PSG | POR | DK  | DZ  |
| ----- | ------------------- | - | -- | - | - | -- | -- | --- | -- | ------------------------------------------ |  | --- | --- | --- | --- |
| 1.    | Paris Saint-Germain | 6 | 5  | 0 | 1 | 14 | 3  | +11 | 15 | Továbbjutott az egyenes kieséses szakaszba |  | —   | 2–1 | 4–1 | 4–0 |
| 2.    | Porto               | 6 | 4  | 1 | 1 | 10 | 4  | +6  | 13 | Továbbjutott az egyenes kieséses szakaszba |  | 1–0 | —   | 3–2 | 3–0 |
| 3.    | Dinamo Kijiv        | 6 | 1  | 2 | 3 | 6  | 10 | −4  | 5  | Átkerült az Európa-ligába                  |  | 0–2 | 0–0 | —   | 2–0 |
| 4.    | Dinamo Zagreb       | 6 | 0  | 1 | 5 | 1  | 14 | −13 | 1  |                                            |  | 0–2 | 0–2 | 1–1 | —   |

### B csoport
| Hely. | Csapat              | M | Gy | D | V | G+ | G– | Gk | P  | Továbbjutás                                |  | SCH | ARS | OLY | MH  |
| ----- | ------------------- | - | -- | - | - | -- | -- | -- | -- | ------------------------------------------ |  | --- | --- | --- | --- |
| 1.    | Schalke 04          | 6 | 3  | 3 | 0 | 10 | 6  | +4 | 12 | Továbbjutott az egyenes kieséses szakaszba |  | —   | 2–2 | 1–0 | 2–2 |
| 2.    | Arsenal             | 6 | 3  | 1 | 2 | 10 | 8  | +2 | 10 | Továbbjutott az egyenes kieséses szakaszba |  | 0–2 | —   | 3–1 | 2–0 |
| 3.    | Olimbiakósz         | 6 | 3  | 0 | 3 | 9  | 9  | 0  | 9  | Átkerült az Európa-ligába                  |  | 1–2 | 2–1 | —   | 3–1 |
| 4.    | Montpellier Hérault | 6 | 0  | 2 | 4 | 6  | 12 | −6 | 2  |                                            |  | 1–1 | 1–2 | 1–2 | —   |

### C csoport
| Hely. | Csapat     | M | Gy | D | V | G+ | G– | Gk | P  | Továbbjutás                                |  | MAL | ACM | ZEN | AND |
| ----- | ---------- | - | -- | - | - | -- | -- | -- | -- | ------------------------------------------ |  | --- | --- | --- | --- |
| 1.    | Málaga CF  | 6 | 3  | 3 | 0 | 12 | 5  | +7 | 12 | Továbbjutott az egyenes kieséses szakaszba |  | —   | 1–0 | 3–0 | 2–2 |
| 2.    | AC Milan   | 6 | 2  | 2 | 2 | 7  | 6  | +1 | 8  | Továbbjutott az egyenes kieséses szakaszba |  | 1–1 | —   | 0–1 | 0–0 |
| 3.    | Zenyit     | 6 | 2  | 1 | 3 | 6  | 9  | −3 | 7  | Átkerült az Európa-ligába                  |  | 2–2 | 2–3 | —   | 1–0 |
| 4.    | Anderlecht | 6 | 1  | 2 | 3 | 4  | 9  | −5 | 5  |                                            |  | 0–3 | 1–3 | 1–0 | —   |

### D csoport
| Hely. | Csapat            | M | Gy | D | V | G+ | G– | Gk | P  | Továbbjutás                                |  | BVB | RM  | AJX | MC  |
| ----- | ----------------- | - | -- | - | - | -- | -- | -- | -- | ------------------------------------------ |  | --- | --- | --- | --- |
| 1.    | Borussia Dortmund | 6 | 4  | 2 | 0 | 11 | 5  | +6 | 14 | Továbbjutott az egyenes kieséses szakaszba |  | —   | 2–1 | 1–0 | 1–0 |
| 2.    | Real Madrid       | 6 | 3  | 2 | 1 | 15 | 9  | +6 | 11 | Továbbjutott az egyenes kieséses szakaszba |  | 2–2 | —   | 4–1 | 3–2 |
| 3.    | Ajax              | 6 | 1  | 1 | 4 | 8  | 16 | −8 | 4  | Átkerült az Európa-ligába                  |  | 1–4 | 1–4 | —   | 3–1 |
| 4.    | Manchester City   | 6 | 0  | 3 | 3 | 7  | 11 | −4 | 3  |                                            |  | 1–1 | 1–1 | 2–2 | —   |

### E csoport
| Hely. | Csapat        | M | Gy | D | V | G+ | G– | Gk  | P  | Továbbjutás                                |  | JUV | SHK | CHL | FCN |
| ----- | ------------- | - | -- | - | - | -- | -- | --- | -- | ------------------------------------------ |  | --- | --- | --- | --- |
| 1.    | Juventus      | 6 | 3  | 3 | 0 | 12 | 4  | +8  | 12 | Továbbjutott az egyenes kieséses szakaszba |  | —   | 1–1 | 3–0 | 4–0 |
| 2.    | Sahtar Doneck | 6 | 3  | 1 | 2 | 12 | 8  | +4  | 10 | Továbbjutott az egyenes kieséses szakaszba |  | 0–1 | —   | 2–1 | 2–0 |
| 3.    | Chelsea       | 6 | 3  | 1 | 2 | 16 | 10 | +6  | 10 | Átkerült az Európa-ligába                  |  | 2–2 | 3–2 | —   | 6–1 |
| 4.    | Nordsjælland  | 6 | 0  | 1 | 5 | 4  | 22 | −18 | 1  |                                            |  | 1–1 | 2–5 | 0–4 | —   |

### F csoport
| Hely. | Csapat         | M | Gy | D | V | G+ | G– | Gk | P  | Továbbjutás                                |  | BAY | VAL | BTE | LIL |
| ----- | -------------- | - | -- | - | - | -- | -- | -- | -- | ------------------------------------------ |  | --- | --- | --- | --- |
| 1.    | Bayern München | 6 | 4  | 1 | 1 | 15 | 7  | +8 | 13 | Továbbjutott az egyenes kieséses szakaszba |  | —   | 2–1 | 4–1 | 6–1 |
| 2.    | Valencia CF    | 6 | 4  | 1 | 1 | 12 | 5  | +7 | 13 | Továbbjutott az egyenes kieséses szakaszba |  | 1–1 | —   | 4–2 | 2–0 |
| 3.    | BATE Bariszav  | 6 | 2  | 0 | 4 | 9  | 15 | −6 | 6  | Átkerült az Európa-ligába                  |  | 3–1 | 0–3 | —   | 0–2 |
| 4.    | Lille OSC      | 6 | 1  | 0 | 5 | 4  | 13 | −9 | 3  |                                            |  | 0–1 | 0–1 | 1–3 | —   |

### G csoport
| Hely. | Csapat           | M | Gy | D | V | G+ | G– | Gk | P  | Továbbjutás                                |  | BAR | CEL | SLB | SPM |
| ----- | ---------------- | - | -- | - | - | -- | -- | -- | -- | ------------------------------------------ |  | --- | --- | --- | --- |
| 1.    | FC Barcelona     | 6 | 4  | 1 | 1 | 11 | 5  | +6 | 13 | Továbbjutott az egyenes kieséses szakaszba |  | —   | 2–1 | 0–0 | 3–2 |
| 2.    | Celtic           | 6 | 3  | 1 | 2 | 9  | 8  | +1 | 10 | Továbbjutott az egyenes kieséses szakaszba |  | 2–1 | —   | 0–0 | 2–1 |
| 3.    | Benfica          | 6 | 2  | 2 | 2 | 5  | 5  | 0  | 8  | Átkerült az Európa-ligába                  |  | 0–2 | 2–1 | —   | 2–0 |
| 4.    | Szpartak Moszkva | 6 | 1  | 0 | 5 | 7  | 14 | −7 | 3  |                                            |  | 0–3 | 2–3 | 2–1 | —   |

### H csoport
| Hely. | Csapat            | M | Gy | D | V | G+ | G– | Gk | P  | Továbbjutás                                |  | MU  | GAL | CFR | SCB |
| ----- | ----------------- | - | -- | - | - | -- | -- | -- | -- | ------------------------------------------ |  | --- | --- | --- | --- |
| 1.    | Manchester United | 6 | 4  | 0 | 2 | 9  | 6  | +3 | 12 | Továbbjutott az egyenes kieséses szakaszba |  | —   | 1–0 | 0–1 | 3–2 |
| 2.    | Galatasaray       | 6 | 3  | 1 | 2 | 7  | 6  | +1 | 10 | Továbbjutott az egyenes kieséses szakaszba |  | 1–0 | —   | 1–1 | 0–2 |
| 3.    | CFR Cluj          | 6 | 3  | 1 | 2 | 9  | 7  | +2 | 10 | Átkerült az Európa-ligába                  |  | 1–2 | 1–3 | —   | 3–1 |
| 4.    | SC Braga          | 6 | 1  | 0 | 5 | 7  | 13 | −6 | 3  |                                            |  | 1–3 | 1–2 | 0–2 | —   |

## Egyenes kieséses szakasz
Az egyenes kieséses szakaszban az a 16 csapat vett részt, amelyek a csoportkör során a saját csoportjuk első két helyének valamelyikén végeztek. A nyolcaddöntők sorsolásakor minden párosításnál egy csoportgyőztest (kiemeltek) egy másik csoport második helyezettjével (nem kiemeltek) párosítottak. A nyolcaddöntőben azonos nemzetű együttesek, illetve az azonos csoportból továbbjutó csapatok nem szerepelhettek egymás ellen. A negyeddöntőktől kezdődően nem volt kiemelés és más korlátozás sem.

### Nyolcaddöntők
A nyolcaddöntők sorsolását 2012. december 20-án tartották. Az első mérkőzéseket 2013. február 12-én, 13-án, 19-én és 20-án, a második mérkőzéseket március 5-én, 6-án, 12-én és 13-án játszották.
| 1. csapat     | Össz.Tooltip Aggregate score | 2. csapat           | 1. mérk. | 2. mérk. |
| ------------- | ---------------------------- | ------------------- | -------- | -------- |
| Galatasaray   | 4–3                          | Schalke 04          | 1–1      | 3–2      |
| Celtic        | 0–5                          | Juventus            | 0–3      | 0–2      |
| Arsenal       | 3–3 (i.g.)                   | Bayern München      | 1–3      | 2–0      |
| Sahtar Doneck | 2–5                          | Borussia Dortmund   | 2–2      | 0–3      |
| AC Milan      | 2–4                          | FC Barcelona        | 2–0      | 0–4      |
| Real Madrid   | 3–2                          | Manchester United   | 1–1      | 2–1      |
| Valencia CF   | 2–3                          | Paris Saint-Germain | 1–2      | 1–1      |
| FC Porto      | 1–2                          | Málaga CF           | 1–0      | 0–2      |

### Negyeddöntők
A negyeddöntők sorsolását 2013. március 15-én tartották. Az első mérkőzéseket 2013. április 2-án és 3-án, a második mérkőzéseket április 9-én és 10-én játszották.
| 1. csapat           | Össz.Tooltip Aggregate score | 2. csapat         | 1. mérk. | 2. mérk. |
| ------------------- | ---------------------------- | ----------------- | -------- | -------- |
| Málaga CF           | 2–3                          | Borussia Dortmund | 0–0      | 2–3      |
| Real Madrid         | 5–3                          | Galatasaray       | 3–0      | 2–3      |
| Paris Saint-Germain | 3–3 (i.g.)                   | FC Barcelona      | 2–2      | 1–1      |
| Bayern München      | 4–0                          | Juventus          | 2–0      | 2–0      |

### Elődöntők
Az elődöntők sorsolását 2013. április 12-én tartották. Az első mérkőzéseket 2013. április 23-án és 24-én, a második mérkőzéseket április 30-án és május 1-jén játszották.
| 1. csapat         | Össz.Tooltip Aggregate score | 2. csapat    | 1. mérk. | 2. mérk. |
| ----------------- | ---------------------------- | ------------ | -------- | -------- |
| Bayern München    | 7–0                          | FC Barcelona | 4–0      | 3–0      |
| Borussia Dortmund | 4–3                          | Real Madrid  | 4–1      | 0–2      |

### Döntő
A döntőt Londonban a Wembley Stadionban játszották. A döntő pályaválasztójának sorsolását április 12-én tartották, az elődöntők sorsolását követően.
| 2013. május 25. 20:45 (CEST) |

| Borussia Dortmund       | 1–2               | Bayern München           |
| ----------------------- | ----------------- | ------------------------ |
| Gündoğan 68' (11-esből) | (0–0) Jegyzőkönyv | Mandžukić 60' Robben 89' |

| Wembley Stadion, London Nézőszám: 86 298 Játékvezető: Nicola Rizzoli (olasz) |

| A 2012–2013-as UEFA-bajnokok ligája győztese |
| -------------------------------------------- |
| Bayern München 5. cím                        |

## Érdekességek, statisztikák
- A finálét rendező Wembley Stadion a saját rekordját adja át a múltnak 2013. május 25-én: korábban sosem rendeztek két BEK- vagy BL-döntőt ugyanabban a stadionban három egymást követő szezonon belül. Az eddigi rekordot is ez az angol stadion tartja, mivel az itt megrendezett 1968-as és 1971-es finálék között is csupán három év telt el. Az UEFA francia elnöke Michel Platini azzal érvelt a helyszín mellett, hogy az FA alapításának 150. évfordulóját tiszteletben kell tartani.[14]
- A csoportkör során három együttes debütált: a francia bajnok Montpellier, a spanyol negyedik Málaga CF és a dán bajnok FC Nordsjælland.[15]
- Három olyan csapat található a csoportkörben, amelyben magyar játékos játszik: Megyeri Balázs (Olimbiakósz), Juhász Roland (RSC Anderlecht) és Vass Ádám (CFR Cluj).
- A D csoport az egyetlen olyan, melyben minden csapat bajnok volt saját hazájában.
- A Chelsea FC az első olyan BL címvédő csapat, amely kiesik a csoportkörből.
- A döntőben először szerepelt két német csapat a BL történetében.